# Zorzines contronivea
Zorzines contronivea là một loài bướm đêm trong họ Noctuidae.